# 673-as busz
A 673-as jelzésű elővárosi autóbusz Budapest, Vermes Miklós utca és Tököl, Alkotmány tér között közlekedik Szigetszentmiklós és Szigethalom érintésével. Betétjárata a 674-es busz Budapest, Vermes Miklós utca és Szigethalom, autóbusz-állomás között közlekedik. A vonalon igénybe vehető Budapest közigazgatási határán belül a Budapest-Bérlet.
A Csepel-Sziget térségében 2007 végén bevezették az ütemes menetrendet. Ennek köszönhetően az utazás kiszámíthatóbb, tervezhetőbb így új átszállási kapcsolatok jöttek létre többek között Szigetszentmiklóson. Az átszállást biztosítandó autóbuszok megvárják a csatlakozást.

## Megállóhelyei
Az átszállási kapcsolatok között a 674-es jelzésű betétjárat nincsen feltüntetve, amely Szigethalomig közlekedik Leshegy Ipari park érintése nélkül.
| 0                                                  | Budapest, Vermes Miklós utca végállomás     | 36   | 35, 36, 38, 38A, 71, 138, 148, 151, 152, 159, 179, 238, 278 672, 675, 676                     | VOLÁN-buszállomás                                |
| 1                                                  | Budapest, Karácsony Sándor utca             | 35   | 36, 38, 38A, 71, 138, 148, 159, 238, 278 672, 675, 676, 688, 690                              | HÉV-állomás, Óvoda, Iskola, Gimnázium            |
| 2                                                  | Budapest, Csepel, HÉV-állomás               | 34   | 38, 38A, 138, 238, 278 672, 675, 676, 688, 690                                                | Csepel Plaza, HÉV-állomás, II. számú posta       |
| 3                                                  | Budapest, Erdősor utca                      | 33   | 38, 38A, 138, 238, 278 690                                                                    |                                                  |
| 4                                                  | Budapest, Vas Gereben utca                  | 32   | 38, 38A, 138, 238, 278 690                                                                    | Tesco áruház                                     |
| 5                                                  | Budapest, Tejút utca                        | 31   | 38, 38A, 138, 238, 278 672, 675, 676, 688, 690                                                | Óvoda, Iskola, Gimnázium                         |
| 6                                                  | Budapest, Csepeli temető                    | 30   | 38, 38A, 138, 238, 278 672, 675, 676, 690                                                     | Csepeli temető                                   |
| 7                                                  | Budapest, Fácánhegyi utca                   | 29   | 38, 38A, 138, 238, 278 675, 676, 690                                                          | Hárosi iskola                                    |
| 8                                                  | Budapest, Homokbánya                        | 28   |                                                                                               | Homokbánya                                       |
| 9                                                  | Budapest, Csepeli út 119.                   | 27   |                                                                                               |                                                  |
| Budapest–Szigetszentmiklós közigazgatási határa    |                                             |      |                                                                                               |                                                  |
| 10                                                 | Autópálya Mérnökség                         | 26   |                                                                                               |                                                  |
| 11                                                 | Flora Hungaria*                             | 25   |                                                                                               |                                                  |
| (+1)                                               | Szigetszentmiklós, Leshegy Ipari Park*      | (+1) | 278, 279, 279B, 280, 280B 691                                                                 |                                                  |
| 12                                                 | Szigetszentmiklós, Bányató út               | 24   | 279, 280, 280B                                                                                |                                                  |
| 13                                                 | Szigetszentmiklós, Bánki Donát utca         | 23   | 279, 280, 280B                                                                                |                                                  |
| 14                                                 | Szigetszentmiklós, Temető utca              | 22   | 279, 280, 280B                                                                                | Lidl áruház, temető                              |
| 15                                                 | Szigetszentmiklós, Wesselényi utca          | 21   | 279, 280, 280B                                                                                |                                                  |
| 16                                                 | Szigetszentmiklós, Városháza                | 20   | 38, 238, 279, 279B, 280, 280B 672, 675, 676, 678, 682, 683, 684, 689, 691                     | Városháza                                        |
| 17                                                 | Szigetszentmiklós, Városi könyvtár          | ∫    | 38, 279, 279B 672, 682, 683, 684                                                              | Városi Könyvtár                                  |
| ∫                                                  | Szigetszentmiklós, HÉV-állomás              | 19   | 238, 280, 280B 678                                                                            | HÉV-állomás                                      |
| 18                                                 | Szigetszentmiklós, Miklós Pláza             | ∫    | 38, 279, 279B 672                                                                             | Miklós Pláza                                     |
| ∫                                                  | Szigetszentmiklós, Kisfaludy utca           | 18   | 238, 280, 280B                                                                                | Miklós Pláza                                     |
| 19                                                 | Szigetszentmiklós, József Attila utca       | 17   | 38, 238, 279, 279B, 280, 280B 672, 675, 676, 689, 691                                         |                                                  |
| 20                                                 | Szigetszentmiklós, Határ utca               | 16   | 672                                                                                           |                                                  |
| 21                                                 | Szigetszentmiklós, Autógyár, II. számú kapu | 15   | 675, 676                                                                                      |                                                  |
| 22                                                 | Szigetszentmiklós, MOGÜRT-raktár            | 14   |                                                                                               |                                                  |
| 23                                                 | Szigetszentmiklós, Szigethalmi elágazás     | 13   | 672, 675, 676                                                                                 |                                                  |
| Szigetszentmiklós–Szigethalom közigazgatási határa |                                             |      |                                                                                               |                                                  |
| 24                                                 | Szigethalom, autóbusz-állomás               | 12   | 660, 661, 663, 664, 665, 667, 668, 672, 675, 676, 684, 689, 690, 691, 692, 693, 694, 695, 696 | VOLÁN-buszállomás, Volánbusz telephely, Üzletház |
| ∫                                                  | Szigethalom, HÉV-átjáró (HÉV-állomás)       | 11   | 675, 676, 690                                                                                 | HÉV-állomás                                      |
| Szigethalom–Tököl közigazgatási határa             |                                             |      |                                                                                               |                                                  |
| 25                                                 | Tököl, Bíróház                              | 10   | 675, 676                                                                                      |                                                  |
| 26                                                 | Tököl, Vásártér                             | 9    | 676                                                                                           |                                                  |
| 27                                                 | Tököl, Pozsonyi utca                        | 8    | 675, 676                                                                                      |                                                  |
| 28                                                 | Tököl, Református templom                   | 7    | 675, 676                                                                                      |                                                  |
| 29                                                 | Tököl, Piac tér                             | 6    |                                                                                               |                                                  |
| 30                                                 | Tököl, Művelődési ház                       | 5    |                                                                                               |                                                  |
| 31                                                 | Tököl, HÉV-állomás                          | 4    |                                                                                               | HÉV-állomás                                      |
| 32                                                 | Tököl, HÉV-átjáró                           | 3    |                                                                                               |                                                  |
| 33                                                 | Tököl, Óvoda                                | 2    | 675, 676                                                                                      | Óvoda                                            |
| 34                                                 | Tököl, Kolozsvári utca                      | 1    |                                                                                               |                                                  |
| 35                                                 | Tököl, Alkotmány tér végállomás             | 0    |                                                                                               |                                                  |

A *-gal jelölt megállóknál a busz eltérő útvonalon közlekedik, ezért csak az egyik megállóhelyet érinti.